# 埼玉県立坂戸高等学校
埼玉県立坂戸高等学校（さいたまけんりつ さかどこうとうがっこう）は、埼玉県坂戸市にある県立高等学校。通称は「坂高」（さかこう）「県坂」（けんさか）。
進学指導総合推進事業推進校、英語運用力向上事業推進校、海外授業体験事業推進校でもある。旧2学区の公立学校。

## 概要
- 坂戸市の北端で東松山市との境、荒川水系越辺川（おっぺがわ）に近い坂戸市上吉田にある。
- 通称は「坂高」、または筑波大学附属坂戸高等学校(国坂)と区別するために「県坂」とも呼ばれる。

## 設置課程
- 全日制課程
  - 普通科
  - 外国語科

## 沿革
- 昭和46年（1971年） - 埼玉県議会で埼玉県立坂戸高等学校の設置が議決される。
- 昭和46年（1971年） - 開校記念式開式
- 昭和47年（1972年） - 坂戸町立坂戸中学校内仮校舎から現校舎に移転
- 昭和48年（1973年） - 特別教室棟竣工
- 昭和49年（1974年） - 管理棟竣工
- 昭和50年（1975年） - 体育館竣工
- 昭和50年（1975年） - 創立5周年、校舎落成記念式典開式
- 昭和54年（1979年） - 合宿棟竣工
- 昭和54年（1979年） - 格技場竣工
- 昭和55年（1980年） - 創立10周年記念式典開式
- 平成02年（1990年） - 創立20周年記念式典開式
- 平成04年（1992年） - プール竣工
- 平成05年（1993年） - 外国語科棟竣工
- 平成11年（1999年） - 体育館改修,防災処理施設竣工
- 平成12年（2000年） - 創立30周年記念式典開式
- 平成18年（2006年） - 英語運用力向上事業推進校,海外授業体験事業推進校に指定される。
- 平成18年（2006年） - 普通教室棟耐震工事竣工
- 平成19年（2007年） - 進学指導総合推進事業推進校に指定される。
- 平成28年（2016年） - 格技場耐震工事竣工
- 平成29年（2017年） - 体育館改修工事竣工

## 新生坂高プロジェクト
平成19年に埼玉県から「進学指導総合推進事業推進校」に指定された。キャッチフレーズは「行ける大学ではなく、行きたい大学へ、現役で」を掲げている。
主な内容は次の通りである。

### 進路指導
- スタディーサポートの導入。
- 各種説明会（センター，併願，推薦など）
- 模試復集会（7・11・2月）

### 授業
- 埼玉県公立高校初の1日45分×7時限授業の展開。週31単位の教育課程が34単位に増え、国公立大学、難関私立大学の進学率向上をはかる。

### 補講
- 土曜補講（3年生対象）
- 早朝・放課後補講（通年14講座開講）
- 夏季・冬季集中補講（センター入試対策）
- 長期休業中補講（平成19年度夏季休業‐24講座実施）

### その他
- 外国語科の国公立大学受験の対応の為、入試教科を3教科（英語・国語・数学）から理科・社会を加えた5教科に変更。

## 国際理解教育
オーストラリアでのホームステイ（普通科も）、福島県のブリティッシュ・ヒルズ英語研究所でのスプリングセミナー(外国語科のみ)などを通じて異文化体験・交流を通して世界の人々、文化の理解を深めことに力を入れている。
英語の授業はアクティブラーニングを取り入れ受験のみならず会話なども意識した授業をする

## 文化祭
校章の「柳」と地名の「片柳」から「やなぎ祭」という名がつけられている。昼間はいたって普通の文化祭だが、夕方から始まる中夜祭・後夜祭の「ダンシングフェスティバル」はやなぎ祭の大きな目玉。
ダンスはクラス対抗で夏休みの間から練習が行われ、2学期の初めに予選が行われる。その予選で勝ち抜いたものだけが中夜祭・後夜祭で野外ステージでのダンス披露に参加でき本番では毎年ダンスが披露される。

## 部活動

### 運動部
- 野球部(男)
- 陸上競技部
- ソフトテニス部(男)
- 硬式テニス部(女)
- 卓球部
- ソフトボール部(女)
- バスケットボール部
- バドミントン部
- 体操部
- バレーボール部(女)
- 空手道部
- 剣道部
- 柔道部
- アウトドア部
- サッカー部(男)
- ハンドボール部

### 文化部
- 写真部
- 華道部
- 英語部
- 美術部
- 書道部
- 茶道部
- 演劇部
- 音楽部
- 吹奏楽部
- ギター部
- 文芸部
- イラスト・デザイン部
- 科学部
- ダンス部

## 小学校との交流
坂戸高校の隣には坂戸市立片柳小学校があり、生徒と児童との交流が盛んである。交流は書き初めの指導や連合運動会(陸上記録会)での陸上指導などの他に、吹奏楽部が全校児童と保護者を招いて親子コンサートを行っている。

## 著名な卒業生
- 島口哲朗 - 俳優・殺陣師
- 沢木優 - ドラマー
- 八木沢れいな - ファッションモデル
- ミキマキ - 漫画家
- 梶裕貴[1] - 声優
- 大橋正芳 - 躰道選手
- くわばらあきら - 声優
- 木村唯人 - 株式会社Cygames専務取締役、『グランブルーファンタジー』プロデューサー、『プリンセスコネクト！Re:Dive』プロデューサー、『シャドウバース』プロデューサー、『神撃のバハムート』プロデューサー、『ロストオーダー』プロデューサー

## 交通
- 東武東上線・北坂戸駅から約1.3km（徒歩約17分）

### 通学環境
北坂戸駅開業以前は、高坂駅（約2.5km）や坂戸駅（約3.5km）からで、一番近い高坂駅からでも徒歩30分かかり通学が大変であったため、教職員や保護者から学校付近に臨時停車場を造って欲しいと東武鉄道に陳情したことがあった。その後日本住宅公団の北坂戸団地開発に伴って北坂戸駅が開業し通学が便利になった。
2005年1月、下校途中の本校生徒が後方から来た車に跳ねられ死亡する事故が発生した。この事故をきっかけに、以前から要望されていた通学路である市道3330号の歩道整備が進められた。